# خوسيه ماريا أوربينا
خوسيه ماريا أوربينا José María Urbina (19 مارس 1808 - 4 سبتمبر 1891) كان رئيس الإكوادور من 13 يوليو 1851 إلى 16 أكتوبر 1856.

## حياته العسكرية
تلقى تعليمه الأولي في القرية التي ولد بها. التحق بالمدرسة البحرية في غواياكيل. وكان سيئ السمعة بين زملائه في الصف الذي نال منهم رغم ذلك صداقتهم ومهابتهم.
أثبت كفاءته وشجاعته في المعركة البحرية في بونتا دي مابيلو، والتي رفعت مكانته فوق أعضاء المجموعة الآخرين. وقد كان مساعدًا لخوان خوسيه فلوريس. وترقى في حياته العسكرية حتى وصل لرتبة جنرال الجمهورية.

## حياته السياسية
- من رؤساء مجلس النواب عام 1849
- عضو الكونجرس عن مقاطعة غواياس
- حاكم غواياكيل
- القائم بأعمال سفارة الإكوادور في بوغوتا
- الرئيس الأعلى من 17 يوليو 1851 إلى 17 يوليو 1852
- إعداد الدستور الوطني السادس
- رئيس الإكوادور من 1852 إلى 1856
- إلغاء العبودية في الإكوادور في 25 سبتمبر 1852.